# Contea di Cecil
La contea di Cecil, in inglese Cecil County, è una contea dello Stato del Maryland, negli Stati Uniti. La popolazione al censimento del 2000 era di 85 951 abitanti. Il capoluogo di contea è Elkton.

## Geografia
La contea si trova nel nord-est dello Stato e si affaccia sulla baia di Chesapeake. Il confine con Delaware e Pennsylvania è costituito dalla linea Mason–Dixon, mentre i confini ovest e sud sono dati rispettivamente dal fiume Susquehanna e il fiume Sassafras. La contea è divisa da est a ovest dal canale di Chesapeake e Delaware, che unisce il fiume Delaware alla baia di Chesapeake.

### Contee confinanti
- Contea di Chester (Pennsylvania) - nord
- Contea di New Castle (Delaware) - est
- Contea di Kent - sud
- Contea di Harford - ovest
- Contea di Lancaster (Pennsylvania) - nord-ovest

## Storia
I primi abitanti della regione erano nativi americani. I primi coloni cominciaron ad arrivare all'inizio del XVII secolo. La contea fu creata nel 1674 da parti delle contee di Baltimora e Kent. Deve il suo nome a Cecilius Calvert, fondatore del Maryland.

## Comuni

### Towns
- Cecilton
- Charlestown
- Chesapeake City
- Elkton (capoluogo)
- North East
- Perryville
- Port Deposit
- Rising Sun